# Marcionisme

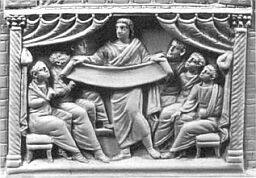
Fresco waarop Marcion predikt

Marcionisme is het dualistische geloofstelsel dat afstamt van de leer van Marcion van Sinope, die rond het jaar 144 na Christus (115 jaar en 6 maanden na zijn kruisiging, volgens Tertullianus in Adversus Marcionem, XV) in Rome werd geëxcommuniceerd. Binnen het marcionistische stelsel geloofde men dat het christendom niet uit het jodendom was voortgekomen.

## Leer
De leer van Marcion was dat Jezus een tot dusver onbekende God had geopenbaard. De God van het Oude Testament was de auteur van het kwaad, een demiurg, die er alleen was voor de joden. Daar tegenover stond de God van het Nieuwe Testament, die vol was van genade en van iedereen hield en die zichzelf in Jezus openbaarde. Marcion meende dat Jezus niet geboren is, maar plotseling verscheen in Kapernaüm, rond 29 n.Chr. Jezus' ervaringen en lijden waren slechts schijn.
Marcion zag een sterke scheiding tussen geest en materie (dualisme) en aangezien de schepping niet door de goede God was gedaan, en de materie dus slecht was, geloofde hij niet in de wederopstanding des vleses. Omdat de God van het Oude Testament de joden exclusief bevoordeelde, wees Marcion het complete Oude Testament af. Hij kon zich met de tegenstrijdigheden die er tussen de verschillende evangelieteksten bestonden blijkbaar moeilijk verzoenen: hij verwierp de 'pro-joodse' geschriften van het Nieuwe Testament: Matteüs, Marcus, Handelingen en Hebreeën (een brief die pas later aan Paulus werd toegeschreven, een omstreden toeschrijving). Daarnaast verwijderde hij uit zijn Nieuwe Testament alles wat niet overeenkwam met zijn opvattingen, zodat hij uiteindelijk slechts een aangepaste versie van Lucas en tien brieven van Paulus overhield. Hij zag Paulus als de enige apostel die het evangelie niet had vervalst.
De marcionisten stichtten hun eigen kerken, die Marcion strak organiseerde, met duidelijk gedefinieerde taken en functies. In het oosten bestonden die kerken nog tot in de vierde eeuw; in het westen verdwenen ze sneller, aangezien Marcions leer daar op één lijn werd gesteld met het manicheïsme.

## Overeenkomsten en verschillen met de gnostiek
De vraag  of het marcionisme wel of niet als een gnostische stroming kan worden beschouwd, is een punt van enig debat op het vakgebied. Er zijn enige overeenkomsten, maar ook essentiële verschillen. Een overeenkomst is, dat beide de opvatting deelden dat het bestaan van de  wereld en de mens het gevolg is van een schepping door een boosaardige scheppergod. Het is overigens onbekend of Marcion ooit hiervoor het woord demiurg in zijn geschriften hanteerde. Beide geloofden ook in een hoogste onkenbare god die in daad boven het aardse verheven is en zich ook nauwelijks met aardse aangelegenheden bemoeit. 
In het  systeem van Marcion komen buiten de hoogste god, de boze scheppergod en Jezus Christus geen verdere goddelijke figuren voor. In de gnostiek worden theologische opvattingen verwoord in uitgebreide mythologische verhalen en constructies, waarin veel andere goddelijke entiteiten kunnen voorkomen. Die ontbreken in het marcionisme volledig. 
Het belangrijkste element in de gnostiek is het verwerven van gnosis. Dat is het inzicht in de oorsprong, huidige situatie en de bestemming van de mens. Het centrale thema is, dat de mens afkomstig is uit een goddelijke wereld en in zijn aardse situatie een goddelijke kern in zich heeft die afkomstig is uit die wereld. Die kern is verstrikt geraakt in de materie of in het kwaad in de stoffelijke wereld. Wie de werkelijke situatie kent en dus ook weet heeft van zijn goddelijke kern en van de mogelijkheid tot terugkeer naar de goddelijke wereld heeft gnosis. Verlossing is in de gnostiek  niet het vergeven van zonden, maar het opheffen van onwetendheid. Onwetendheid is de oorspronkelijke zonde. Ook deze noties ontbreken volledig in het marcionisme. Voor Marcion was verlossing alleen mogelijk door geloof in Jezus Christus en zijn genade.

## Invloed
In het christendom van de oudheid oefenden de marcionisten invloed uit op de hoofdkerk. De door Marcion opgezette straffe hiërarchie in zijn tegenkerk diende als voorbeeld voor de vorming van een hiërarchie in de hoofdkerk. Dat laatste geldt in elk geval voor de Romeinse kerk, aangezien de leiding van het bisdom in de tijd rond Marcions excommunicatie eerder collegiaal dan hiërarchisch georganiseerd was. De harmonisering van de canon door Marcion maakte een discussie over Bijbelse hermeneutiek los, waarin de pluriformiteit en onderlinge tegenstrijdigheid van de canon in de hoofdkerk geaccepteerd werden. In het verlengde daarvan werd ook bewust het Oude Testament gehandhaafd, waardoor men de verworteling van het christendom in het jodendom affirmeerde. Tertullianus wijdde een werk aan de marcionisten, waarin hij hun praktijken en denkbeelden heftig bekritiseerde.